# 눈의 꽃
〈눈의 꽃〉 (雪の華 유키노 하나[*])은 일본의 가수 나카시마 미카의 10번째 싱글이자 이 노래의 한국어판 번안곡이다. 박효신·서영은 등이 이 곡을 리메이크 하였다.
2003년 10월 1일에 발표된 나카시마 미카의 10번째 싱글 《雪の華 (눈의 꽃)》에 수록되었다. 이후 한국어로 번안된 뒤에는 드라마 《미안하다 사랑한다》의 주제곡으로 삽입되었다. 또한 코레일에서도 이 곡을 가야금 연주곡 형식으로써 사용하였는데, 무궁화호 및 새마을호 열차가 시발역을 출발하기 직전까지 차내에서 방송하기도 하였다.
MBC 나는 가수다 II 11회 (고별 가수전 * 방송일 : 7월 15일)에서 이수영은 5번째 차례로 눈의 꽃(박효신)을 불렀지만 하위권에서 최하위가 되면서 탈락하고 말았다. 그리고, 미스터리 음악쇼 복면가왕 32회에서 임다미(자유로 여신상)는 3라운드에서 눈의 꽃(박효신)을 불렀지만, 이현(상감마마 납시오)에게 패배하고 말았다.
해당 곡은 박효신의 앨범 가운데 리메이크집인 《Neo Classicism》에 수록되었다. 서영은의 앨범 중에서는 《서영은 5집 - Sunny Side of My Heart》에 수록되었다. 이수영의 앨범 가운데서는 《클래식 : 더 리메이크 두번째》에 수록되었다.
이후 중국어판으로도 번안되어 Han Xue의 Falling Snow(飄雪)와 Joi Chua의 Sorry, I Love You(對不起, 我愛你)라는 제목으로 발표되었다.
영어판은 Eric Martin과 Hayley Westenra의 Snowflower로 번안되어 발표되었다.

## 수록곡
1. 눈의 꽃
  - 작사: Satomi/작곡·편곡: 마츠모토 료우키
2. 눈의 꽃 (Acoustic)
3. 눈의 꽃 (REGGAE DISCO ROCKERS FLOWER’S MIX)
4. 눈의 꽃 (Instrumental)

## 수록음반
- LØVE (#1)
- BEST (#1)

## 커버

### 일본의 가수
- 모리야마 요시코 - 「Tears~모리야마 요시코 한류 앨범」(2006/3/1)
- 토쿠나가 히데아키 - 「VOCALIST 2」(2006/8/30)
- 타케다 마사하루 (Skoop On Somebody) - 「연가 ~THE LATEST J-LOVE BALLAD HITS COLLECTION~」(2006/9/20)
- 이와사키 히로미 - 「Dear Friends III」(2006/9/27)
- 카와무라 류이치 - 「evergreen anniversary edition」(2007/12/5)
- 다카하시 치아키, 이마이 아사미 - 「THE IDOLM@STER RADIO COLORFUL MEMORIES」(2008/6/4)
- 나카니시 야스시 - 「Standards3」(2008/11/5)
- 사토우 치쿠젠 - 「Coloveration~the spirit of love~」(2008/11/26)
- Dub Master X - 「Dub Summer Pop」(2009/5/13)
- 모리 신이치 - 「Love Music」(2009/11/25)
- SISTER KAYA - 「Heartful Lovers」(2009/12/2)
- 노가와 사쿠라 - 「WINTER SONG COVER BEST」(2010/12/8)
- 난죠 요시노 - 「Twinkle Voice~소리의 선물~」(2013/4/17)
- 피코 - 「피콜렉션“BEST+4”」(2013/7/24)
- 타카가키 카에데 (하야미 사오리) - 「THE IDOLM@STER CINDERELLA MASTER Cool jewelries! 001」(2013/9/25)
- 나카모리 아키나 - 『가희4 -My Eggs Benedict-』（2015/1/28）

### 일본외의 가수
- 박효신 - 「눈의 꽃」-「미안하다 사랑한다 OST vol.I」(2004)
- 서영은 - 「눈의 꽃 (Acoustic Ver.)」-「미안하다 사랑한다 OST vol.II」(2004)
- 한설 (한 슈에) - 「표설」-「표설」(2004/10/15)
- 채순가 (죠이 트이) - 「대불기, 아애니」-「순가정선 17수」(2006/11/10)
- 영아 (비시) - 「화무설」-「화무설」(2007/2/6)
- K-Ci & JoJo - 「Snow Flowers」-「Love」(2008/2/20)
- 헤이리 - 「Yuki no Hana」-「순~21세의 만남」(2008/6/4)
- 에릭 마틴 - 「Mr. Vocalist」(2008/11/26)
- 보이즈 투 멘 - 「Snowflowers」-「Covered: Winter」(2010/10/22)
- 이수영 - 「클래식 : 더 리메이크 두번째」(2013/3/28)
- 인 유틀 - 「Ballad Show」(2013/11/20)
- 임다미 - 복면가왕 32회(2015/11/8)

## 같이 보기
- 나카시마 미카
- 박효신
- 미안하다, 사랑한다 (KBS 2TV 월화 드라마 - 2004년 하반기 방영작)
- 서영은
- 이수영